# چارلز راسین
چارلز راسین (انگلیسی: Charles Rosin؛ زادهٔ ۴ ژانویهٔ ۱۹۵۲) فیلم‌نامه‌نویس و تهیه‌کننده تلویزیونی اهل ایالات متحده آمریکا است.
از فیلم‌ها یا مجموعه‌های تلویزیونی که وی در آن‌ها نقش داشته‌است، می‌توان به بورلی هیلز، ۹۰۲۱۰ اشاره نمود.